# Chiropetalum quinquecuspidatum
Chiropetalum quinquecuspidatum är en törelväxtart som först beskrevs av Adrien Henri Laurent de Jussieu, och fick sitt nu gällande namn av Ferdinand Albin Pax och Käthe Hoffmann. Chiropetalum quinquecuspidatum ingår i släktet Chiropetalum och familjen törelväxter.
Artens utbredningsområde är Peru. Inga underarter finns listade i Catalogue of Life.